# Alexander von Branca
Alexander von Branca (Monaco di Baviera, 11 gennaio 1919 – Miesbach, 21 marzo 2011) è stato un architetto tedesco.

## Biografia
Dopo aver studiato architettura nel 1941 all'istituto di architettura Blocherer, dal 1946 al 1948 studiò architettura all'Università tecnica di Monaco di Baviera, nel 1948 proseguì gli studi presso il Politecnico federale di Zurigo (ETH). Da 1951 aprì un suo studio di architettura a Monaco di Baviera. Sposò Therese Freiin von und zu Guttenberg (28 maggio 1929-2 marzo 1953), della casata dei Guttenberg.

## Opere

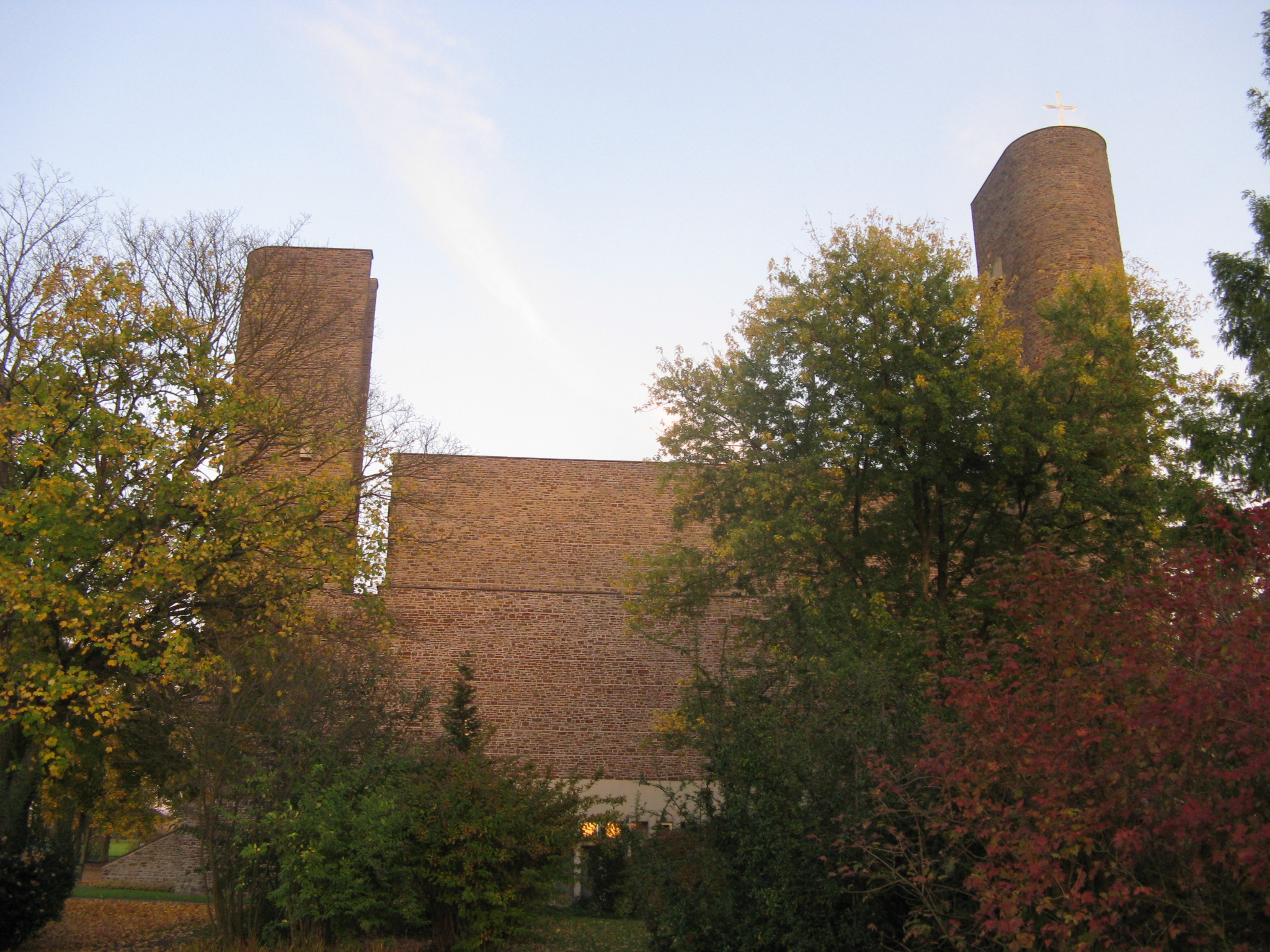
Anbetungskirche a Schönstatt

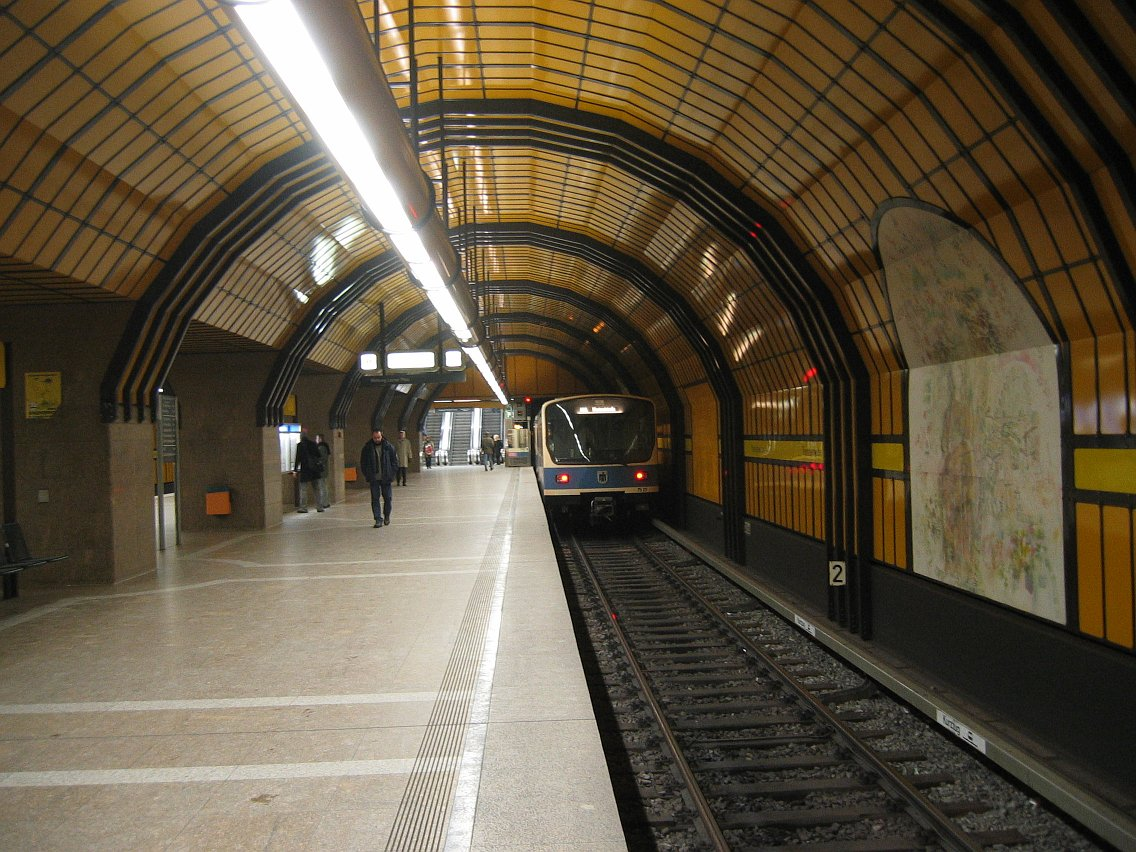
Theresienwiese (metropolitana di Monaco di Baviera

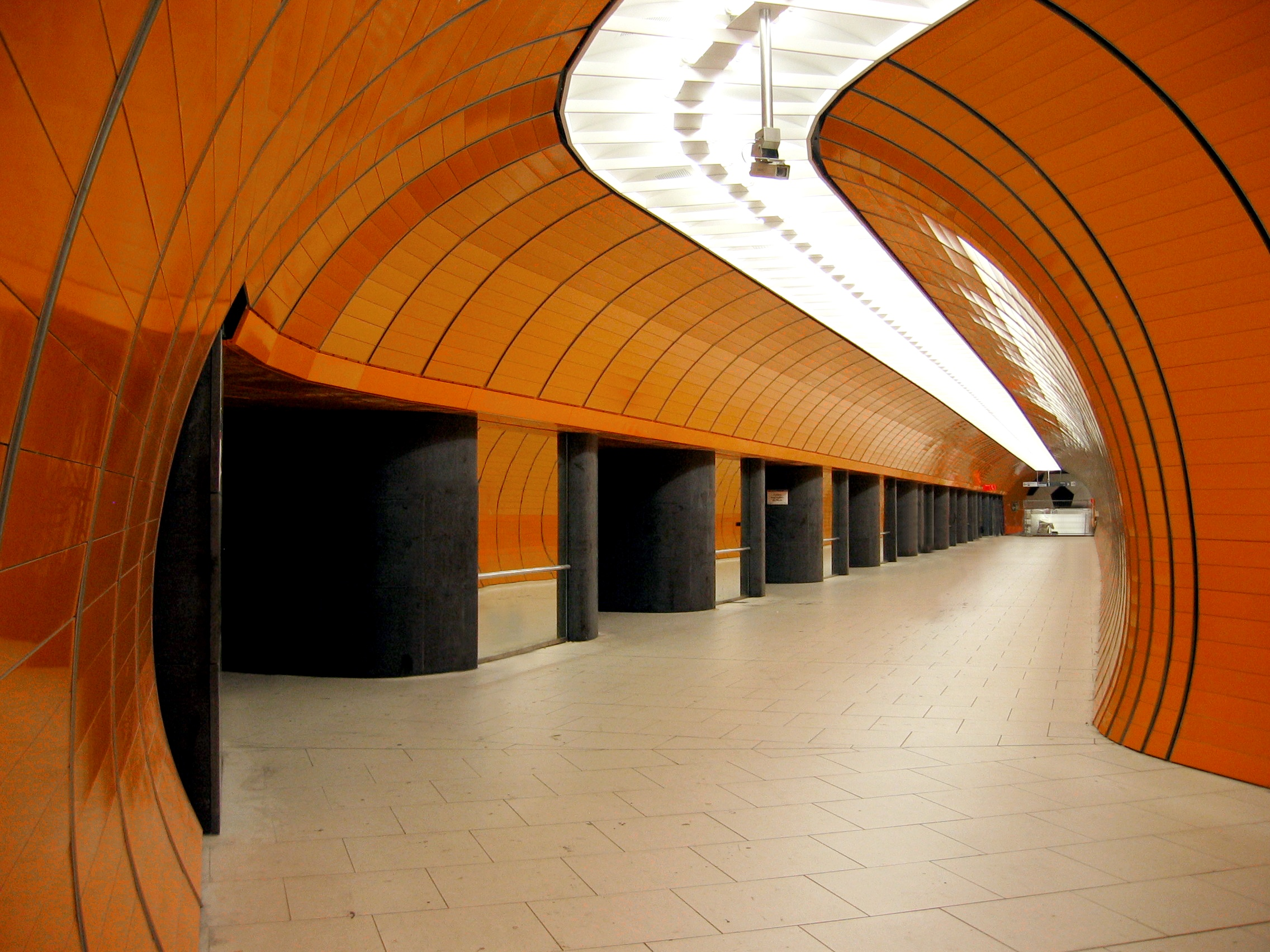
Marienplatz (metropolitana di Monaco di Baviera) 2006

- 1953: Padiglione della Leitmetallindustrie auf der Deutschen Verkehrsausstellung a Monaco di Baviera (assieme a  E. von der Lippe)
- 1954–56: Chiesa del convento dell'ordine delle Servitinnen Mater Dolorosa a Monaco di Baviera.
- 1953–55: Chiesa del convento di Herz Jesu a Monaco di Baviera (assieme a Herbert Groethuysen)
- 1958–59: Chiesa parrocchiale cattolica Maria Immacolata a Greifenberg
- 1960: Casa di  Haniel a Haimhausen
- 1957–61: Chiesa cattolica Verklärung Christi auf dem Berge a Rohrbach
- 1960–62: Chiesa cattolica Hl. Kreuz a Weißenburg in Bayern
- 1961–64: Chiesa cattolica Zur Hl. Dreifaltigkeit con canonica, asilo nido, e casa per suore  a Norimberga-Langwasser
- 1962–65: Chiesa cattolica San Mattia a Monaco di Baviera
- 1963–66: Ambasciata della Repubblica Federale tedesca a Madrid.
- 1966–67: Chiesa cattolica Hl. Kreuz in Bonn-Beuel
- 1967: Chiesa cattolica St. Martin a Jettingen-Scheppach
- 1963–68: Kath. Anbetungskirche zur heiligen Dreifaltigkeit auf Berg Schönstatt in Vallendar
- 1967–69: Neubau der Marienkapelle am Südhang allo Schloss Hirschberg
- 1965–71; 2006: Marienplatz (metropolitana di Monaco di Baviera)
- 1969–72: Olympia città stampa a Monaco di Baviera
- 1970–72: Centro parrocchiale St. Thomas Morus a Neusäß
- 1969–74: Biblioteca centrale della Università di Ratisbona
- 1974–78: C.H. Beck-Verlag a Monaco di Baviera
- 1977: Chiesa  Walburga a Heidenheim
- 1978: Edificio della mensa universitaria Università di Würzburg
- 1977–79: Chiesa cattolica St. Johannes Ev. a Diesenbach (Markt Regenstauf)
- 1981: Neue Pinakothek a Monaco di Baviera.
- 1981: Ambasciata tedesca presso la Santa Sede a Roma.
- 1981: Biblioteca centrale Università di Würzburg
- 1979–82: Gebäude Waldfriedhof a Leutkirch, Algovia
- 1984: Theresienwiese (metropolitana di Monaco di Baviera)
- 1985: Pater-Kentenich-Haus a Vallendar
- 1987: Priesterseminar St. Hieronymus a Augusta
- 1984: Prinzregentenplatz (metropolitana di Monaco di Baviera)
- 1986: Chiesa evangelica St. Michael a Schwanberg presso Kitzingen
- 1991: Stadthalle Ettlingen
- 1991: Chiesa cattolica St. Peter a Kirchheim bei München, Ortsteil Heimstetten
- 1999: Casinó Bad Füssing
- 1996–2000: con Emanuela Freiin von Branca (Partner) edificio del Internationaler Seegerichtshof ad Amburgo
- 2000: Ev. Gethsemane-Kirche in Würzburg-Heuchelhof
- 2002: Cappella Statio Dominus Mundi a Wustweiler (Illingen)
- Bischofsgruft im Dom zu Bamberg
- Ausbau der Schlosskapelle St. Johannes Ev., Schloss Hirschberg (Stadt Beilngries)
- Grande Magazzino Hertie a Würzburg
- Dreifaltigkeitskirche a Norimberga-Langwasser